# Etnolekt
Etnolekt – odmiana językowa (lekt) właściwa dla jakiejś wyodrębnionej grupy etnicznej, postrzegana jako wyznacznik jej tożsamości. W ścisłej klasyfikacji lingwistycznej etnolekt może odpowiadać takim jednostkom, jak: gwara (poddialekt), dialekt, zespół dialektów, język czy też kompleks językowy. Etnolekt można rozumieć jako zbiór bardzo zbliżonych do siebie idiolektów (odmian indywidualnych).
W językoznawstwie polskim termin „etnolekt” znajduje szczególne zastosowanie w przypadkach, gdy dokładne określenie statusu danego bytu językowego (jako dialektu lub odrębnego języka) byłoby kwestią sporną.
W innym znaczeniu etnolekt to odmiana języka dominującego właściwa dla pewnej grupy etnicznej lub mniejszości, wykazująca wpływy języka pierwotnie używanego przez tę społeczność (substrat językowy). Przykładem tak pojmowanego etnolektu jest odmiana czeskiego używana przez społeczność romską, w której są obecne elementy języka słowackiego oraz języka romskiego. Za etnolekt, a zarazem dialekt społeczny (socjolekt) bywa uważana niestandardowa angielszczyzna afroamerykańska (African-American Vernacular English).

## Przykłady
W szerokim ujęciu etnolektem jest każdy język uważany za odrębny (np. język polski, język francuski), jak i każda odmiana (każdy dialekt) jakiejś grupy.
Przykłady etnolektów, których przynależność budzi kontrowersje:
- meglenorumuński
- śląski – zaliczany do dialektów języka polskiego, czasami uważany za odrębny język[9]
- kaszubski – czasem uznawany za dialekt języka polskiego[10][11]
- helleńskie – uznawane za odmiany języka greckiego
- chińskie
- serbski i chorwacki[12]
- macedoński – w Bułgarii uchodzący za odmianę języka bułgarskiego[3][13][14]